# Tulsi Gabbard
Tulsi Gabbard (Leloaloa, 1981. április 12. –) amerikai politikus, korábbi tartalékos katonatiszt, alezredes, 2025 óta az Egyesült Államok hírszerzésének elnöke. 2021-ig Hawaii 2. kerületének képviselője az Egyesült Államok Képviselőházában. 2012-ben a Kongresszus tagjává választották, így ő lett az első hindu kongresszusi képviselő, valamint az első szamoai-amerikai képviselő a Kongresszusban. 2020-ban, első női veteránként a demokrata jelöltek egyike volt az elnökválasztáson, de később visszalépett Joe Biden javára. 2022-ben független lett, azt nyilatkozta, hogy úgy érzi nem lehet tagja a mai Demokrata Pártnak. 2024. október 22-én csatlakozott a Republikánus Párthoz.
2024 novemberében Donald Trump bejelentette, hogy Gabbardot fogja jelölni a nemzeti hírszerzés elnökének elnöksége kezdete után.